# فهرست فرودگاه‌های گویان فرانسه

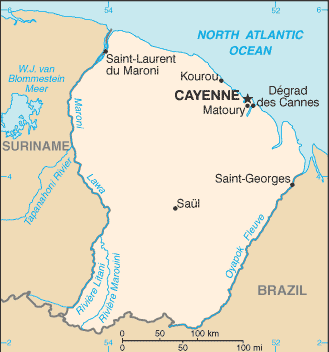
نقشهٔ گویان فرانسه

این مقاله شامل فهرست فرودگاه‌های گویان فرانسه است که بر پایهٔ مکان قرارگیری آن‌ها مرتب شده است.

## فرودگاه‌ها
| مکان                       | ایکائو  | یاتا | نام فرودگاه                  | کاربرد     | مختصات                                                        |
| کاین / Rochambeau          | SOCA    | CAY  | فرودگاه کاین رشابوو          | همگانی     | ۰۴°۴۹′۱۱″ شمالی ۰۵۲°۲۱′۴۳″ غربی / ۴٫۸۱۹۷۲°شمالی ۵۲٫۳۶۱۹۴°غربی |
| Grand Santi                | SOGS    |      | فرودگاه گراند-سانتی          | Restricted | ۰۴°۱۷′۰۰″ شمالی ۰۵۴°۲۲′۵۲″ غربی / ۴٫۲۸۳۳۳°شمالی ۵۴٫۳۸۱۱۱°غربی |
| کورو (کمون)                | FR30738 |      | Kourou Airport               |            | ۵°۱۰′۲۵″ شمالی ۰۵۲°۴۱′۲۹″ غربی / ۵٫۱۷۳۶۱°شمالی ۵۲٫۶۹۱۳۹°غربی  |
| ماریپاسئولا                | SOOA    | MPY  | فرودگاه ماریپاسئولا          | Restricted | ۰۳°۳۹′۲۷″ شمالی ۰۵۴°۰۲′۱۴″ غربی / ۳٫۶۵۷۵۰°شمالی ۵۴٫۰۳۷۲۲°غربی |
| Ouanary                    | FR30739 |      | Ouanary Airport              |            | ۰۴°۱۲′۳۶″ شمالی ۰۵۱°۴۰′۴″ غربی / ۴٫۲۱۰۰۰°شمالی ۵۱٫۶۶۷۷۸°غربی  |
| Régina                     | SOOR    | REI  | فرودگاه رجینا، گویان         | Restricted | ۰۴°۱۸′۵۳″ شمالی ۰۵۲°۰۷′۵۴″ غربی / ۴٫۳۱۴۷۲°شمالی ۵۲٫۱۳۱۶۷°غربی |
| Saint-Georges-de-l'Oyapock | SOOG    | OXP  | فرودگاه سنت گئورگس د لو یپوک | Restricted | ۰۳°۵۳′۳۶″ شمالی ۰۵۱°۴۸′۲۰″ غربی / ۳٫۸۹۳۳۳°شمالی ۵۱٫۸۰۵۵۶°غربی |
| سن لوران دو مرونی          | SOOM    | LDX  | فرودگاه سن لوران دو مرونی    | همگانی     | ۰۵°۲۸′۵۹″ شمالی ۰۵۴°۰۲′۰۴″ غربی / ۵٫۴۸۳۰۶°شمالی ۵۴٫۰۳۴۴۴°غربی |
| ساول                       | SOOS    | XAU  | فرودگاه ساول                 | Restricted | ۰۳°۳۶′۴۹″ شمالی ۰۵۳°۱۲′۱۵″ غربی / ۳٫۶۱۳۶۱°شمالی ۵۳٫۲۰۴۱۷°غربی |
| Sinnamary                  | SOOY    |      | Sinnamary Airport            |            | ۰۵°۲۲′۲۵″ شمالی ۰۵۲°۵۶′۴۴″ غربی / ۵٫۳۷۳۶۱°شمالی ۵۲٫۹۴۵۵۶°غربی |